# Stadt Wehlen
Stadt Wehlen é um município da Alemanha, situado no distrito de Sächsische Schweiz-Osterzgebirge, no estado da Saxônia. Tem 10,81 km² de área, e sua população em 2019 foi estimada em 1.571 habitantes.